# Velikooktiabrski
Velikooktiabrski (ruso: Великооктя́брьский) es un asentamiento de tipo urbano de Rusia, perteneciente al raión de Fírovo de la óblast de Tver.
En 2021, el territorio del asentamiento tenía una población de 2310 habitantes, de los cuales 2068 vivían en el propio asentamiento de Velikooktiabrski y el resto en una pedanía, la aldea de Bolshoye Éskino. Aunque en su propia jurisdicción municipal solamente hay dos localidades, Velikooktiabrski alberga la sede administrativa del vecino asentamiento rural homónimo, que abarca 39 localidades rurales con una población total de 1788 habitantes.
Se ubica junto al río Tsna, unos 5 km al sureste de Fírovo.

## Historia
Tiene su origen en una fábrica de vidrio creada en los alrededores en 1832 por la familia noble Lvov, propietaria de estas tierras en lo que entonces era el uyezd de Valdái en la gobernación de Nóvgorod. El pueblo se estableció en su ubicación definitiva en 1875. En 1912 fue adquirida la fábrica por el político liberal Pável Riabushinski, pero tras su confiscación por la Unión Soviética se dio tanto a la fábrica como al pueblo su actual topónimo, que significa "Gran Octubre". Adoptó estatus de asentamiento de tipo urbano en 1941. Su economía sigue dependiendo actualmente de la fabricación de vidrio laminado.